# Cuidadito Compay Gallo ...Que Ilegó El Perico
Cuidadito Compay Gallo ...Que llegó el Perico è un album CD di Eliades Ochoa e il Cuarteto Patria pubblicato a Cuba nel 1998, basato su canzoni composte da Ñico Saquito.

## Tracce
- Tutti i brani sono stati composti da Ñico Saquito

1. Cuidadito Compay Gallo
2. Me Tenian Amarrao Con P
3. Estoy Hecho Tierra
4. Maria Christina
5. A Orillas Del Cauto
6. Qué lío Compay Andrés
7. Al vaivén de mi carreta
8. La Comadre Catalina
9. Adiós Compay Gato
10. La Venganza Del Perico